# Isola Rossa (Trinità d'Agultu e Vignola)
Isola Rossa (Isula Russa in gallurese) è una frazione del comune di Trinità d'Agultu e Vignola, in provincia di Sassari. È una piccola borgata marinara situata sulla terraferma di fronte ad un isolotto rossastro che dà il nome alla località.

## Geografia fisica
Isola Rossa sorge su un piccolo promontorio che si allunga in direzione nord-ovest dalla costa settentrionale della Sardegna tra Costa Paradiso e Castelsardo. Il promontorio è caratterizzato dal colore rosso delle rocce e dalla presenza di una torre cinquecentesca, retaggio del dominio spagnolo. All'interno del paese si trovano la spiaggia Longa di Funtana Eccia, la principale di Isola Rossa, e il porticciolo; la località è circondata da una scogliera con calette e percorsi per passeggiate mentre a nord, racchiusa tra il promontorio di Isola Rossa e quello di punta Canneddi e incastonata tra rosse rocce di porfido, si trova la spiaggia di La Marinedda.
Dal mare, di fronte al centro abitato, a 500 metri dalla costa, affiora l'isolotto che ha una superficie di 56.392 mq e un'altitudine massima di 29 m s.l.m.

## Storia
Il luogo, caratterizzato da un'insenatura riparata, era conosciuto da secoli come punto di approdo sicuro per le imbarcazioni. A proteggere lo scalo fu costruita attorno al 1595, sul promontorio a 35 m s.l.m., la torre dell'Isola Rossa, risalente al periodo spagnolo. L'edificio, oggi in discrete condizioni, in origine, faceva parte del sistema difensivo costiero contro le incursioni saracene, mentre nei secoli immediatamente successivi svolse anche il compito di contrastare il contrabbando con la vicina Corsica.
Alla fine dell'Ottocento era diventato uno scalo marittimo abbastanza frequentato da pescatori di aragoste e corallo ma soprattutto un notevole punto di imbarco del carbone vegetale prodotto nel vicino entroterra. In quel periodo andò a formarsi il nucleo che darà vita alla borgata, costituito da pescatori ponzesi, carbonai toscani, marinai genovesi e sardi (originari di Santa Teresa Gallura e Castelsardo) e pastori della zona.  A partire dagli anni '50 il luogo diventa una meta turistica e nel giro di poco più di un decennio l'abitato vede un progressivo e forte sviluppo edilizio.

## Economia
L'economia della frazione è strettamente stagionale e legata al turismo.

## Galleria d'immagini

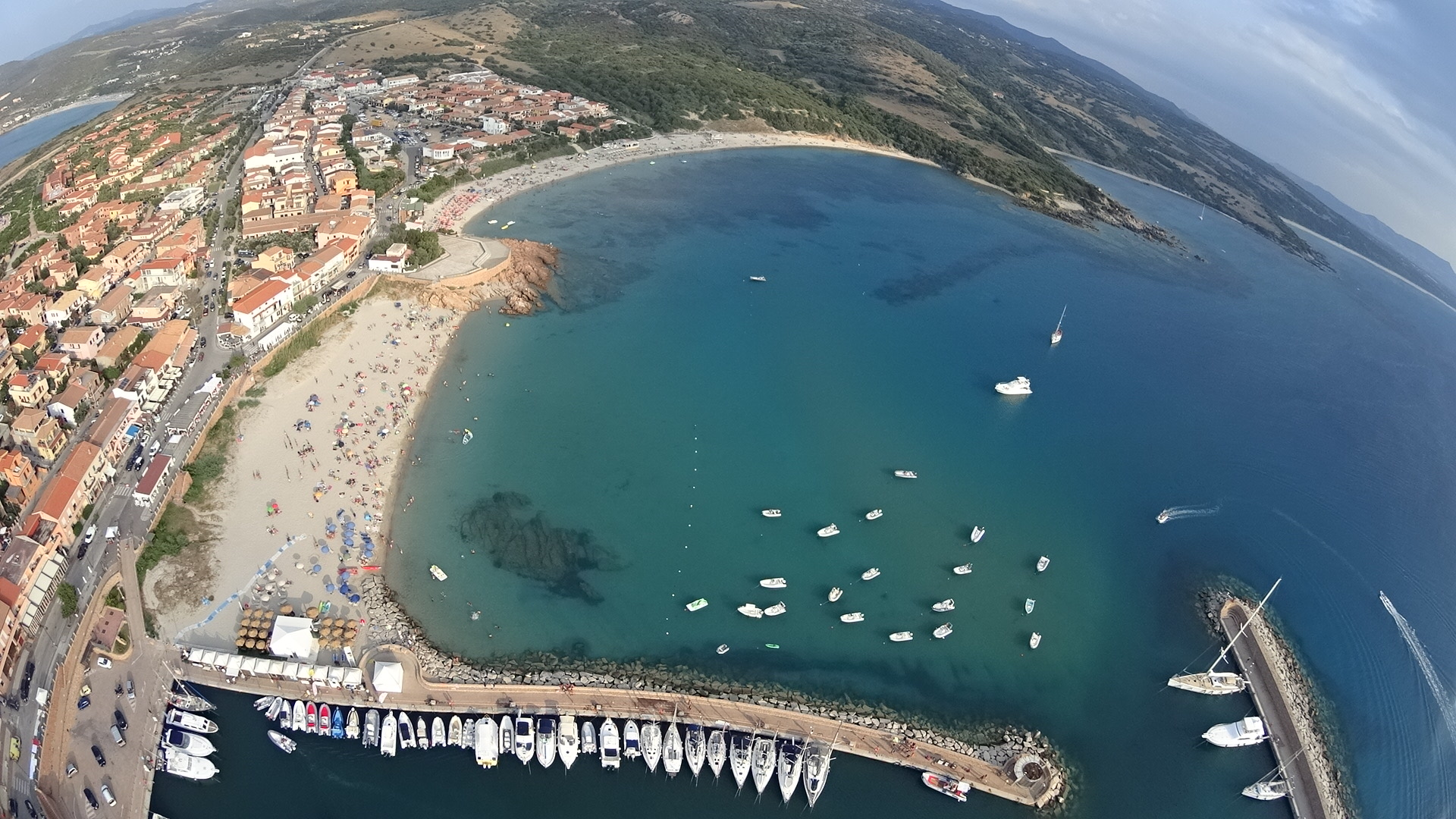
Le spiagge di Isola Rossa
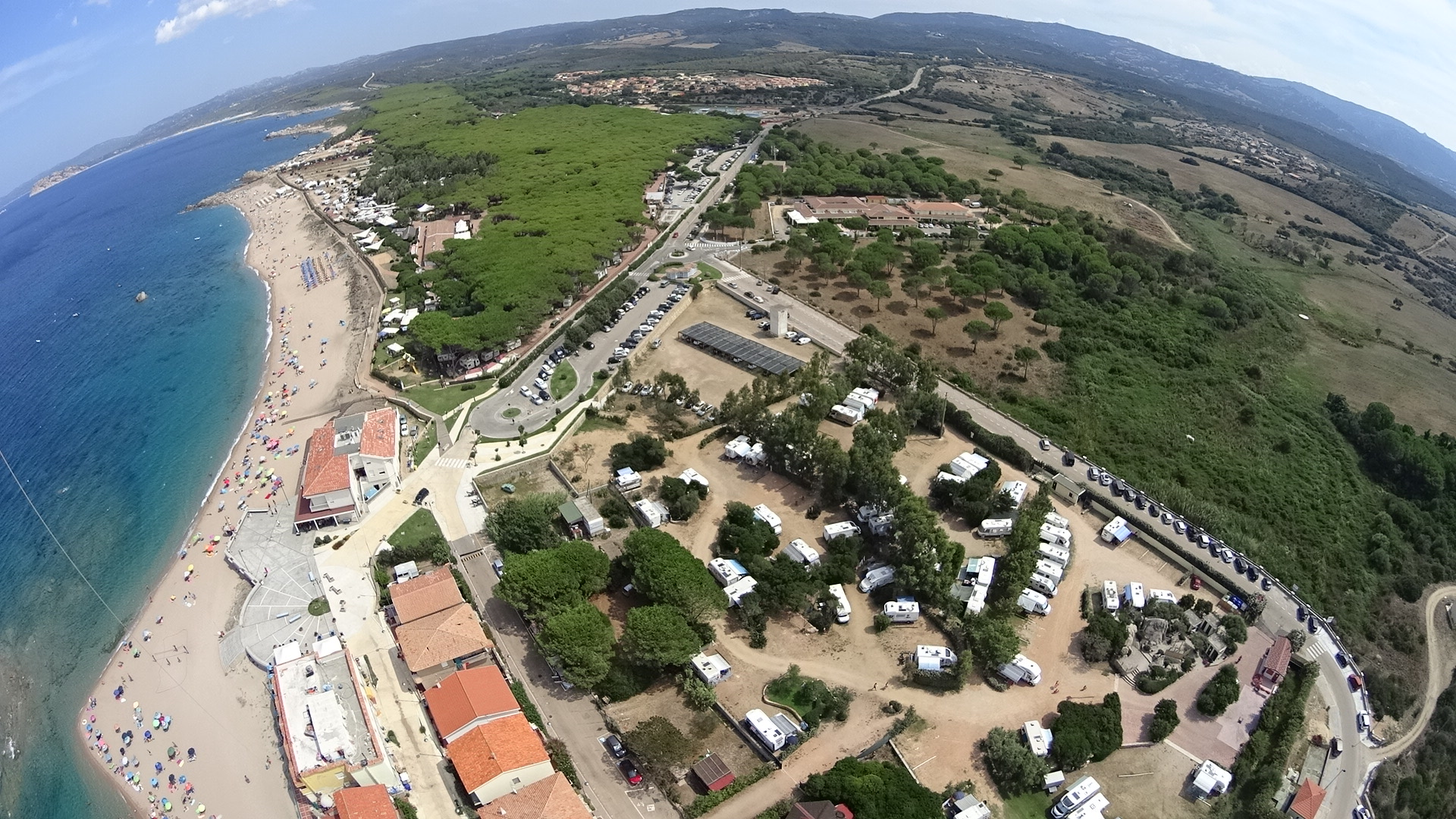
Borgo Vignola Mare
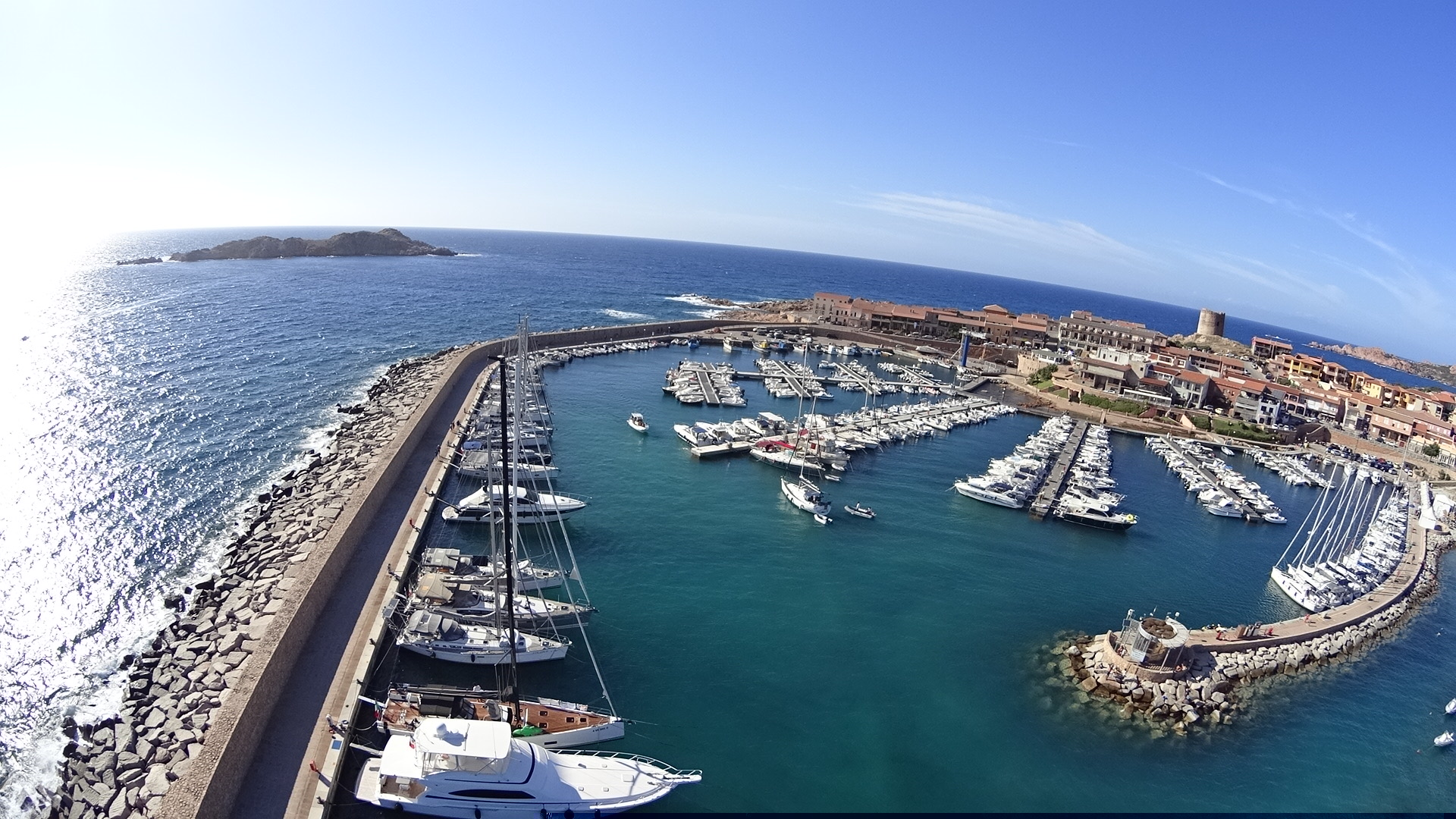
Porto Isola Rossa
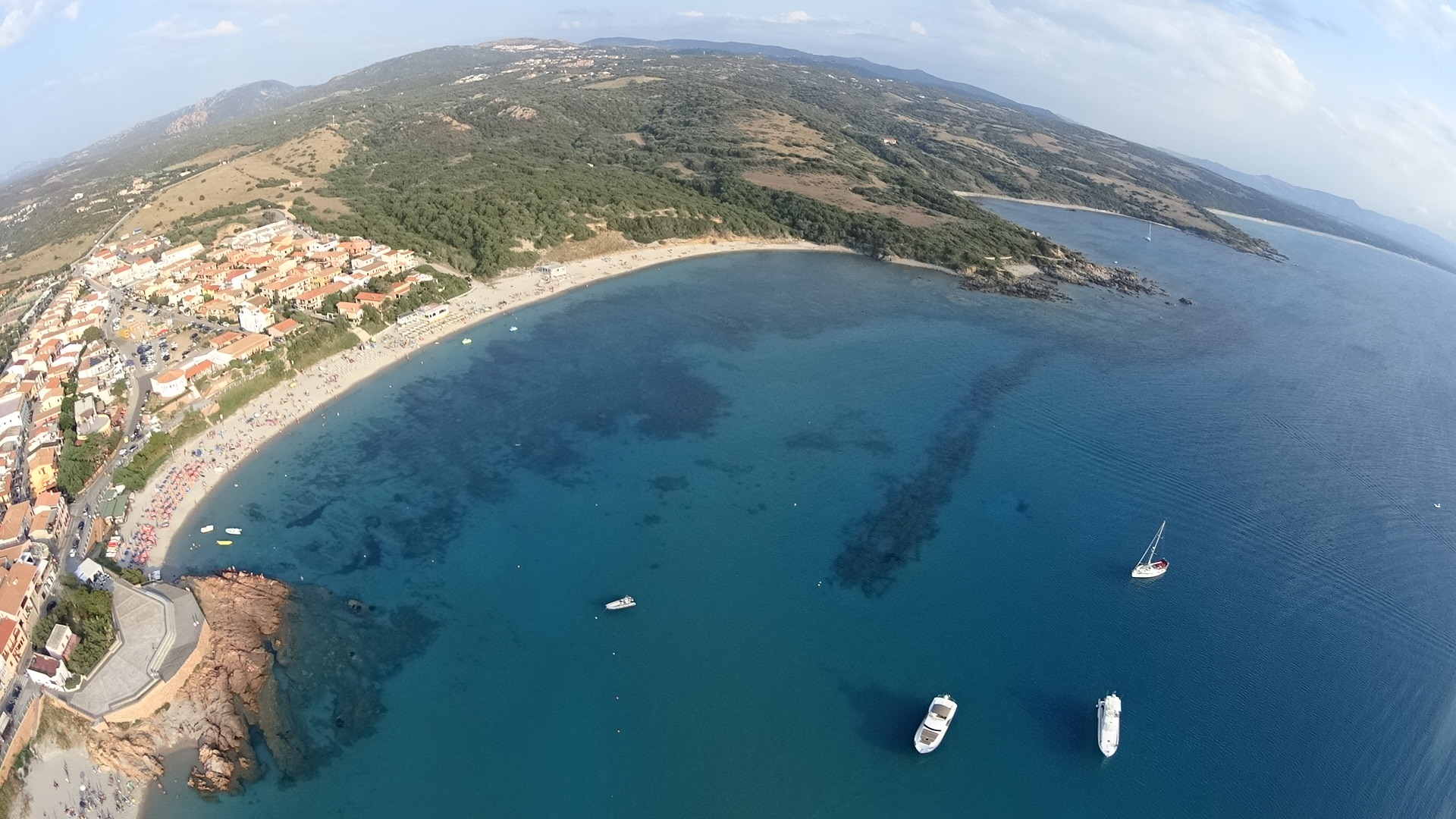
Spiaggia Longa dall'alto
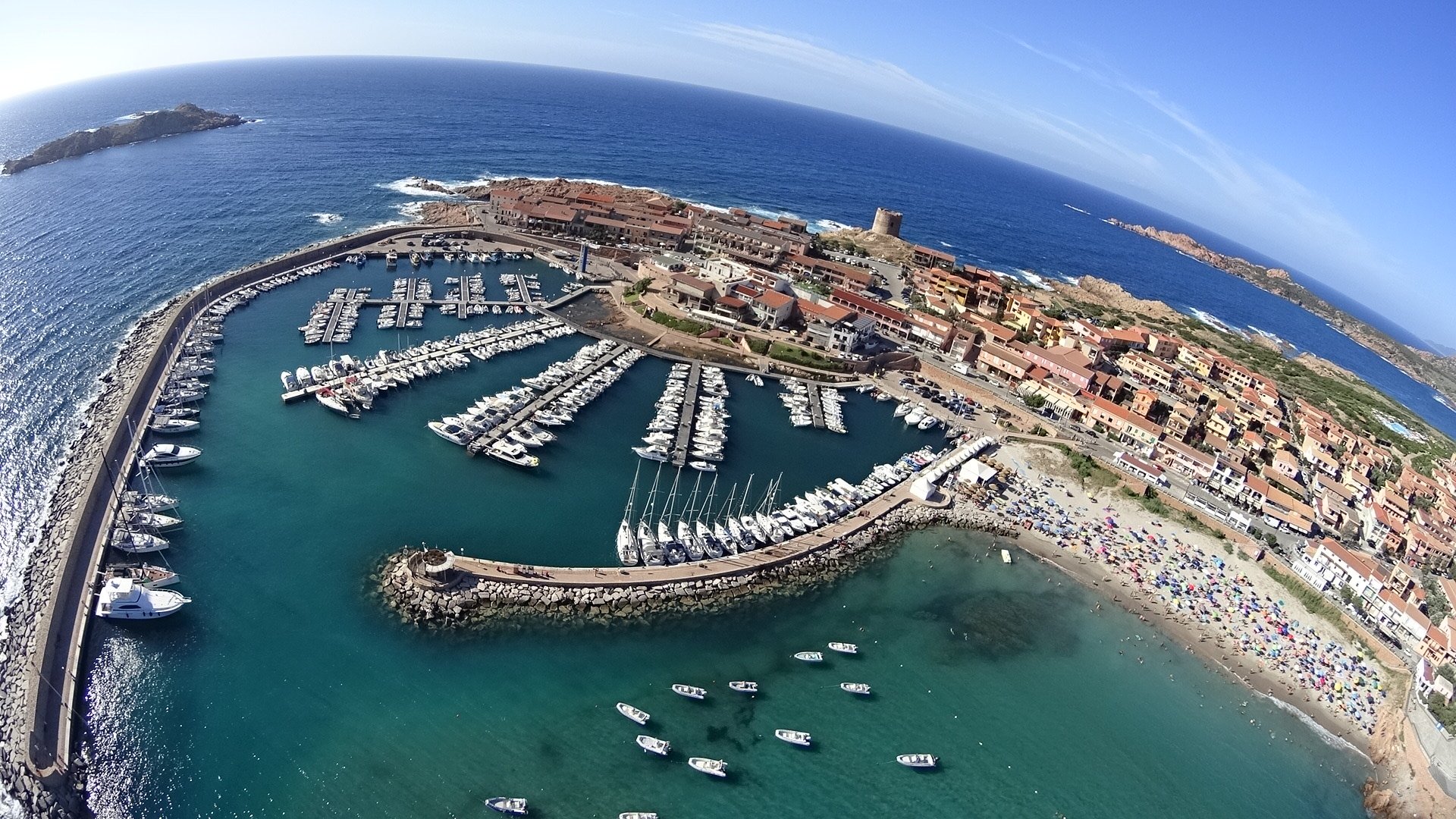
Porto Isola Rossa dall'alto
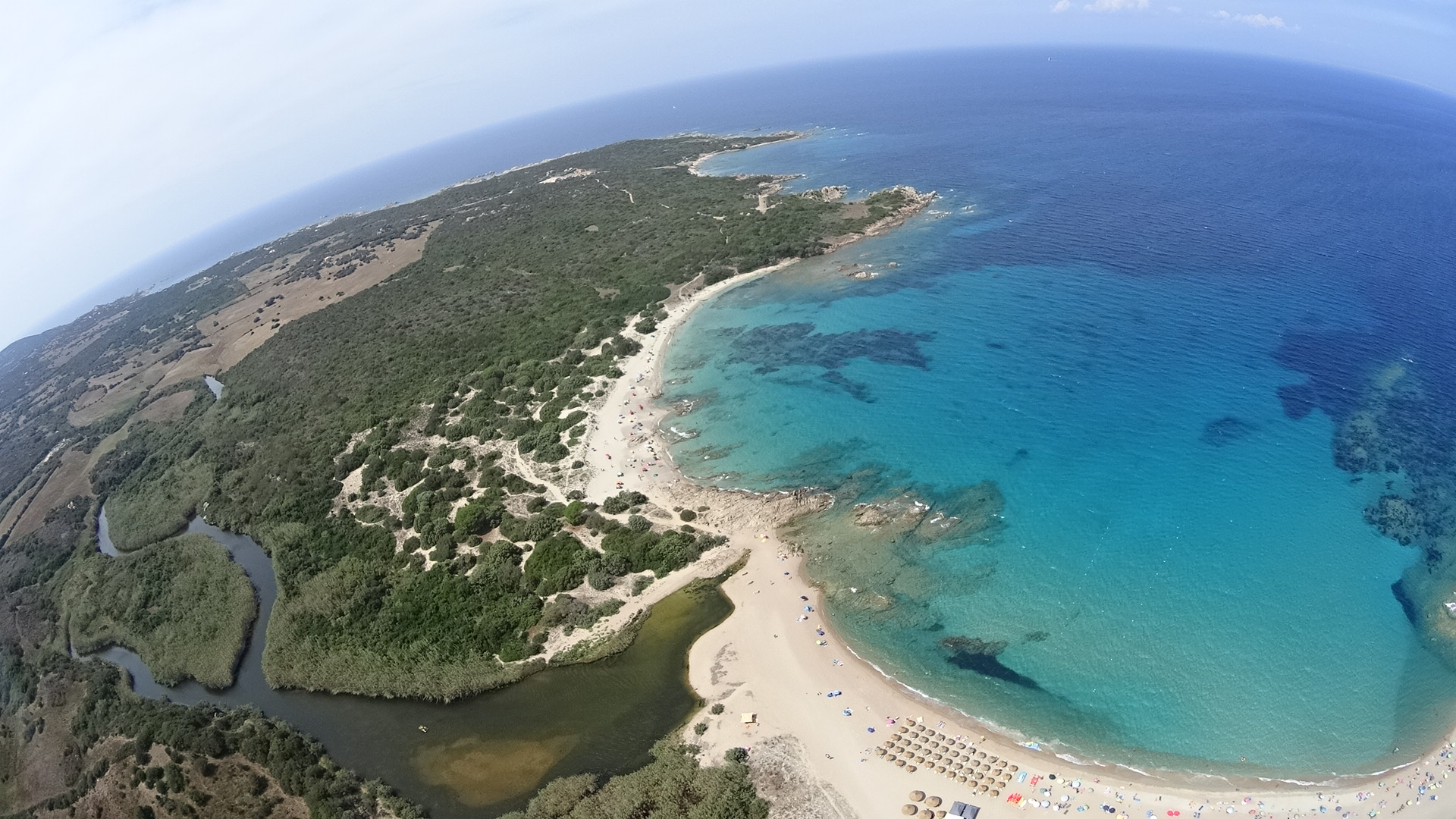
Baia Vignola Mare
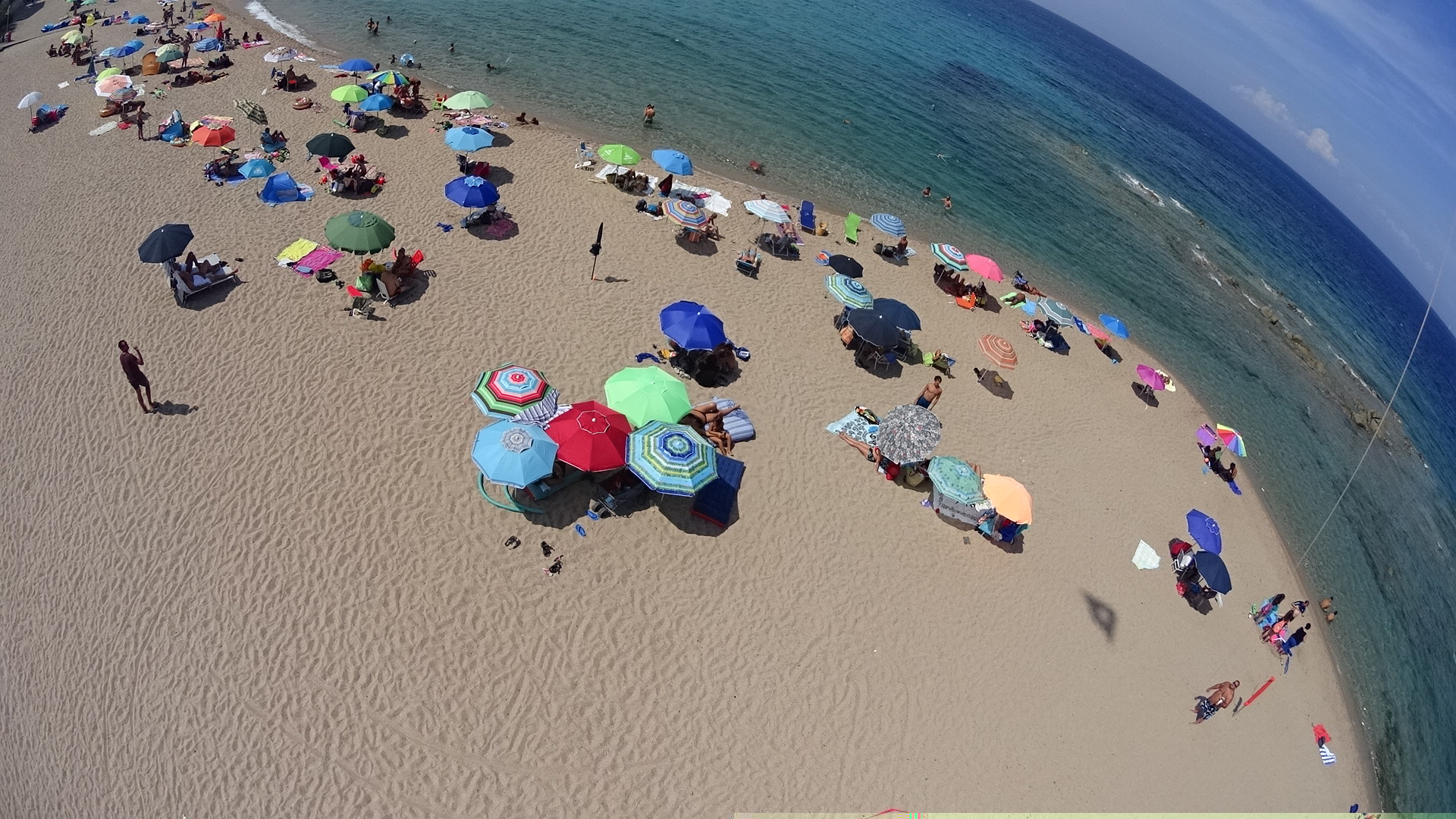
Spiaggia Vignola Mare
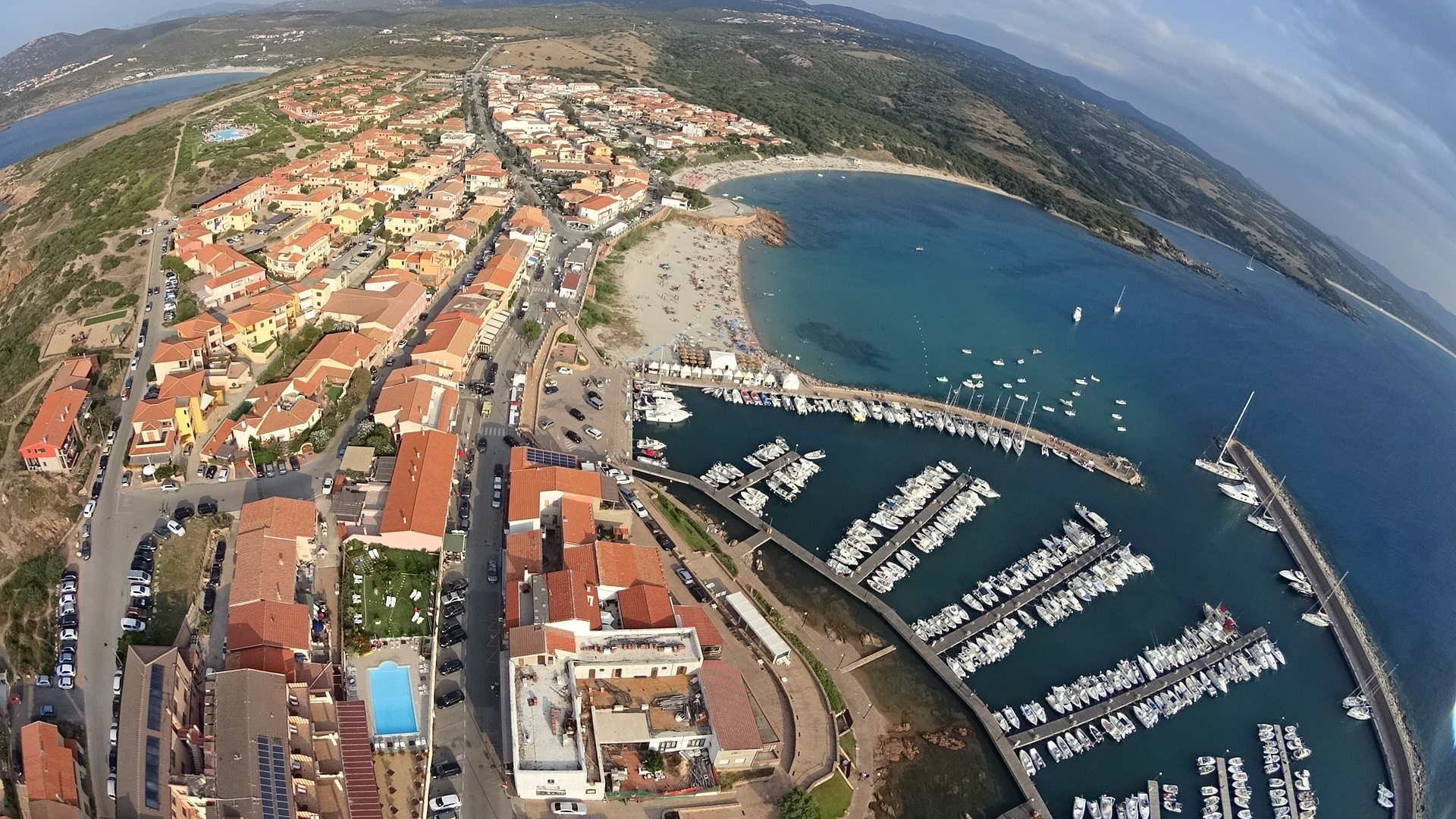
Vista dall'altro Isola Rossa
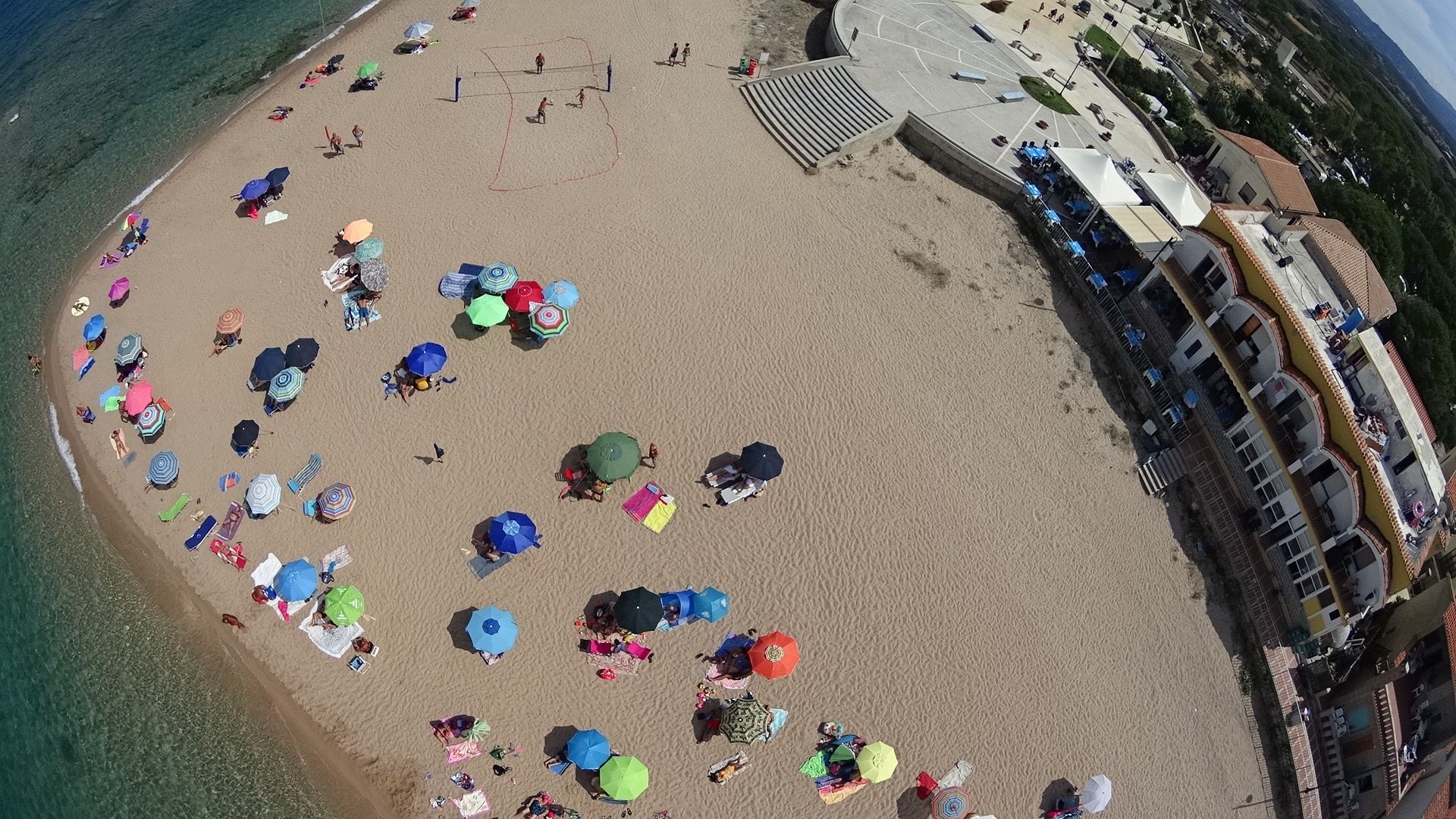
Spiaggia Vignola Mare dall'alto
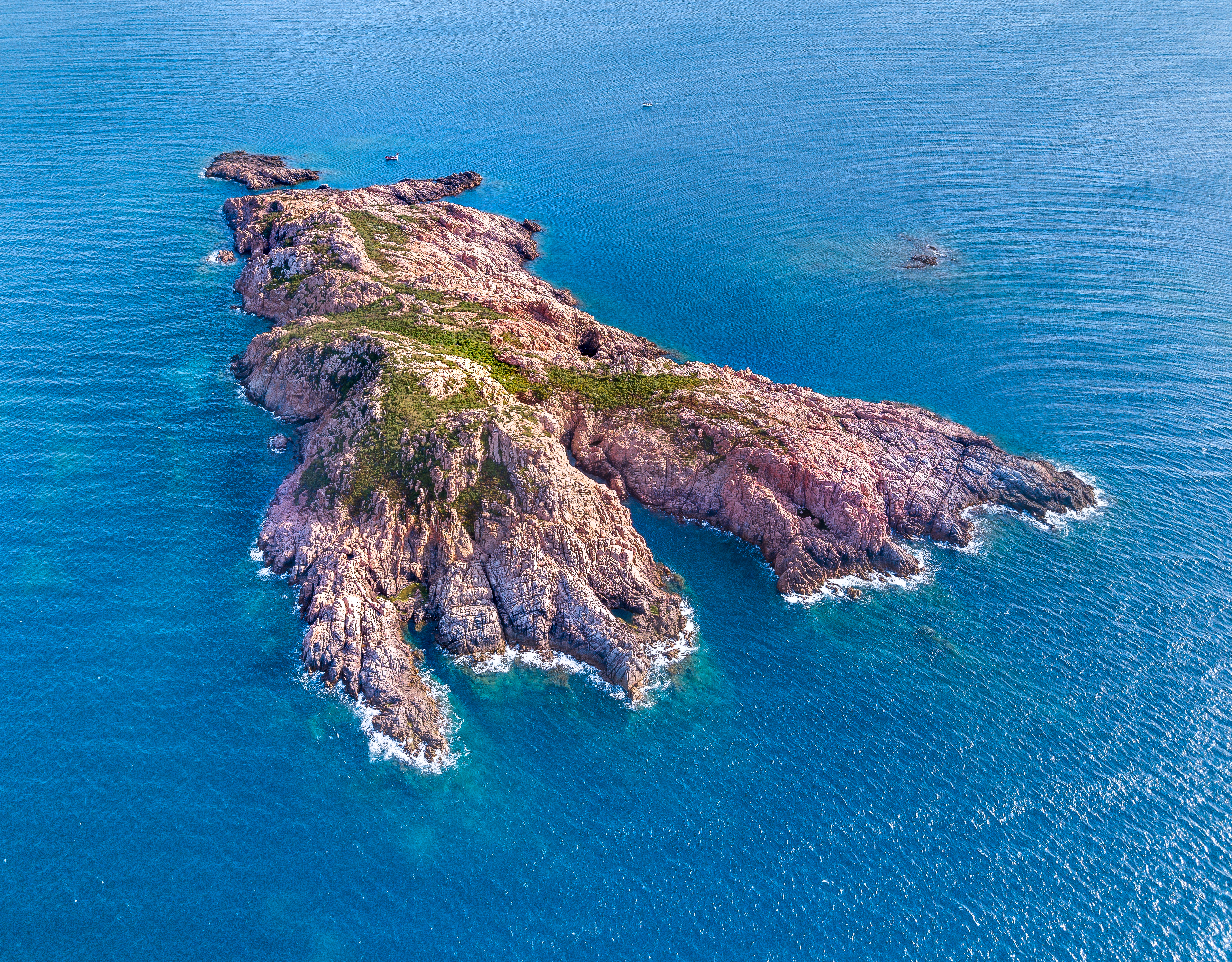
Isola Rossa